# Гейл, Лорена
Лоре́на Гейл (англ. Lorena Gale; 9 мая 1958, Монреаль, Квебек, Канада — 21 июня 2009, Ванкувер, Британская Колумбия, Канада) — канадская актриса, театральный режиссёр и драматург.

## Биография
Лорена Гейл родилась в Монреале, Канаде 9 мая в 1958 году.
Получила образование бакалавриата в Университете Конкордия и Национальной Театральной Школе Канады, а затем получила степень магистра в Университете Саймона Фрейзера в Ванкувере в 2005 году. Она также изучала драматургию в Школе Драматургов в Монреале.
В 1988 году она переехала в Ванкувер. В 1991 году получила премию Джесси Ричардсона за лучшую актерскую роль в пьесе The Colored Museum. Лорена Гейл также появлялась в таких фильмах как «Эрнест в школе», «Хроники Риддика», «Фантастическая четвёрка», «Шесть демонов Эмили Роуз», «Ещё одна история о Золушке», «Предатель» и т. д.
Последняя роль Лорены была в фильме «Скуби-Ду 3: Тайна начинается».

### Личная жизнь
С 16 июня 1988 года Лорена была замужем за Джоном Купером, от которого у неё был ребёнок.

### Смерть
Лорена Гейл умерла 21 июня 2009 года от рака в 51-летнем возрасте.

## Избранная фильмография
| Год       |    | Русское название               | Оригинальное название          | Роль                           |
| --------- | -- | ------------------------------ | ------------------------------ | ------------------------------ |
| 1984      | ф  | Отель «Нью-Хэмпшир»            | The Hotel New Hampshire        | Инге                           |
| 1989      | ф  | Родственники                   | Cousins                        | демонстратор косметики         |
| 1989      | ф  | Муха 2                         | The Fly II                     | женщина                        |
| 1993      | ф  | Прячься, бабушка! Мы едем      | To Grandmother’s House We Go   | официантка                     |
| 1993      | ф  | Эрнест в школе                 | Ernest Goes to School          | учительница истории            |
| 1993—1997 | с  | Секретные материалы            | The X-Files                    | различные роли                 |
| 2000      | ф  | История одного похищения       | Screwed                        | сердитая мамочка               |
| 2000      | тф | Праздник сердца                | Holiday Heart                  | миссис Оуэнс                   |
| 2001      | ф  | Пошёл ты, Фредди!              | Freddy Got Fingered            | психиатр / социальный работник |
| 2002      | ф  | Хэллоуин: Воскрешение          | Halloween: Resurrection        | медсестра Уэллс                |
| 2003      | ф  | Агент Коди Бэнкс               | Agent Cody Banks               | официантка                     |
| 2003      | с  | Звёздный крейсер «Галактика»   | Battlestar Galactica           | Элоша                          |
| 2003      | с  | Мёртвые, как я                 | Dead Like Me                   | доктор Дженис Хэнсон           |
| 2003—2004 | с  | Тайны Смолвиля                 | Smallville                     | доктор Клэр Фостер             |
| 2004—2008 | с  | Звёздный крейсер «Галактика»   | Battlestar Galactica           | Элоша                          |
| 2004      | ф  | Эффект бабочки                 | The Butterfly Effect           | миссис Босуэлл                 |
| 2004      | ф  | Высший балл                    | The Perfect Score              | мисс Проктор                   |
| 2004      | ф  | Хроники Риддика                | The Chronicles of Riddick      | Министр обороны                |
| 2005      | ф  | Дворецкий Боб                  | Bob the Butler                 | доктор Вильма                  |
| 2005      | ф  | Фантастическая четвёрка        | Fantastic Four                 | пожилая леди с машиной         |
| 2005      | ф  | Шесть демонов Эмили Роуз       | The Exorcism of Emily Rose     | глава присяжных                |
| 2005      | ф  | Неудачник                      | Neverwas                       | Джуди                          |
| 2006      | ф  | Слизняк                        | Slither                        | Джанин                         |
| 2007      | ф  | То, что мы потеряли            | Things We Lost in the Fire     | встречающая                    |
| 2007      | тф | Ноты любви                     | Love Notes                     | Авева Марли                    |
| 2008      | ф  | Ещё одна история о Золушке     | Another Cinderella Story       | Хельга                         |
| 2008      | ф  | Предатель                      | Traitor                        | Дирдре Хорн                    |
| 2008      | ф  | День, когда Земля остановилась | The Day the Earth Stood Still  | учёная                         |
| 2009      | тф | Скуби-Ду 3: Тайна начинается   | Scooby-Doo! The Mystery Begins | библиотекарша                  |